# Поповицька сільська рада
Поповицька сільська рада — колишній орган місцевого самоврядування у Мостиському районіЛьвівської області з адміністративним центром у с. Поповичі.

## Загальні відомості
Історична дата утворення: в 1940 році. Водоймища на території, підпорядкованій даній раді: річка Бухта.

## Населені пункти
Сільській раді підпорядковані населені пункти:
- с. Поповичі
- с. Плешевичі
- с. Циків

|  |

## Склад ради
Рада складається з 16 депутатів та голови.

### Керівний склад ради
| ПІБ                       | Основні відомості                                                                              | Дата обрання | Дата звільнення |
| ------------------------- | ---------------------------------------------------------------------------------------------- | ------------ | --------------- |
| Сціра Любомира Богданівна | Сільський голова, 1970 року народження, освіта, Партія промисловців і підприємців України      | 26.03.2006   | 31.10.2010      |
| Сціра Любомира Богданівна | Сільський голова, 1970 року народження, освіта вища, член Всеукраїнського об'єднання «Свобода» | 31.10.2010   |                 |

Примітка: таблиця складена за даними джерела